# Tower-Jazzband
Die Tower-Jazzband (auch Tower Jazzband, Tower-Jazz-Band oder Tower Jazz Band) ist eine Berliner Jazzband, die 1962 in Berlin-Altglienicke gegründet wurde. Die Band ist am englischen Traditional Jazz der 1950er-Jahre orientiert und hat in den vielen Jahren ihres Bestehens ein eigenständiges musikalisches Profil entwickelt.

## Werdegang
Die Band, bei deren Namensgebung ein Wasserturm Pate stand, hat in unzähligen Konzerten im In- und Ausland ihren hohen Leistungsstand unter Beweis gestellt und hat seit Jahren einen festen Platz in der Berliner Jazzszene. In der DDR gehörte die Tower-Jazzband zu den erfolgreichsten Oldtime Jazzbands und hatte wesentlichen Anteil an der Verbreitung des Jazz. Davon zeugen gemeinsame Auftritte und Jam-Sessions mit der Chris Barber Jazz Band, sowie der musikalische Empfang Louis Armstrongs im Berolina-Hotel erste Plätze in Leistungsvergleichen (1969, 1970) und zahlreiche Rundfunkproduktionen und Auftritte im DDR-Fernsehen. Auf der Kompilation Dixie-Party, erschienen 1979 bei Amiga, ist die Eigenkomposition Cherry-Brandy, sowie Traditionals mit Arrangements von Bernd Heinrich, zu hören. Die Band war Teilnehmer beim ersten Internationalen Dixieland Festival in Dresden 1971. Weitere Auftritte folgten in den Jahren 1975 bis 2010.